# FAusIMM
- AusIMM(국제공인 광업기술사 협회)에서 1893년부터 인증하고 있는 광업(Mining, Processing 등) 관련 국제공인 최상위 자격(C.P : Competent Person)
(참고) FAusIMM보다 수준이 떨어지는 하위 자격으로 MAusIMM이 있음
- 호주 베이스 인증 자격이나 전세계 광업 관련 기준/제도(호주 JORC)의 원조이며, 이를 그대로 계승한 광업 관련 캐나다 기준/제도(NI 43-101) 등이 있음
* 분류 : 광업, Mining, Processing, 광산, 제련소, 국제공인자격증